# Firozabad
Firozabad è una suddivisione dell'India, classificata come municipal board, di 278.801 abitanti, capoluogo del distretto di Firozabad, nello stato federato dell'Uttar Pradesh. In base al numero di abitanti la città rientra nella classe I (da 100.000 persone in su).

## Geografia fisica
La città è situata a 27° 8' 60 N e 78° 25' 0 E e ha un'altitudine di 163 m s.l.m..

## Società

### Evoluzione demografica
Al censimento del 2001 la popolazione di Firozabad assommava a 278.801 persone, delle quali 147.980 maschi e 130.821 femmine. I bambini di età inferiore o uguale ai sei anni assommavano a 44.593, dei quali 23.722 maschi e 20.871 femmine. Infine, coloro che erano in grado di saper almeno leggere e scrivere erano 163.913, dei quali 95.147 maschi e 68.766 femmine.